# 波特蘭 (維多利亞州)
波特蘭（Portland，/ˈpɔːrtlənd/） 是澳大利亞維多利亞州的一個城市，也是維多利亞州內歷史最古老的歐洲人定居點之一。波特蘭原本主要產業是漁業，但現在這裡正在發展風力發電產業。

## 波特蘭風能項目

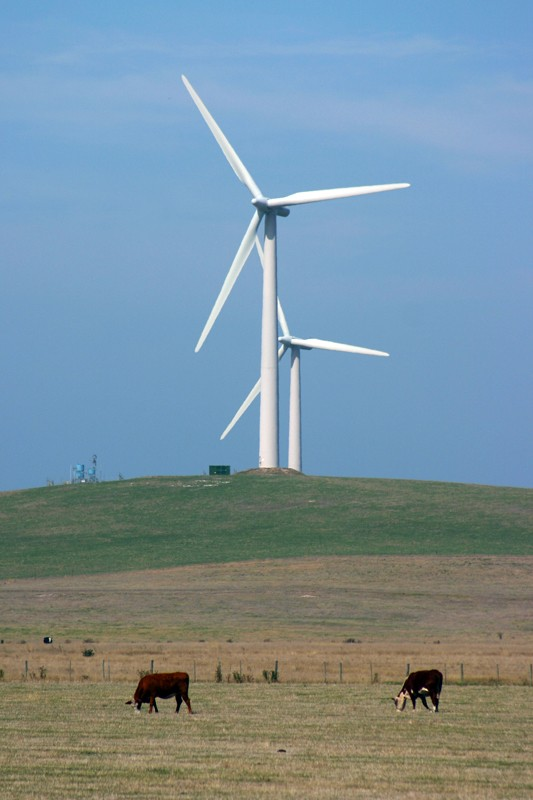
仙女港風電場–波特蘭路

波特蘭風能項目，簡稱PWEP，包含4個風力發電場，它們位於布里奇沃特角（Cape Bridgewater），納爾遜角（Cape Nelson），威廉格蘭特爵士（Cape Sir William Grant）和揚布克（Yambuk），是南半球最大的風力發電項目，產量達195MW，能夠供應125,000伙住宅或維多利亞州7%住宅的用電量。

## 外部連結
维基共享资源上的相關多媒體資源：波特蘭
- Glenelg Shire Council （页面存档备份，存于）
- Port of Portland
- Portland Business
- .  (第11版). London. 1911.